# Belozem
Belozem (bulgariska: Белозем) är ett distrikt i Bulgarien.   Det ligger i kommunen Obsjtina Rakovski och regionen Plovdiv, i den centrala delen av landet, 150 kilometer öster om huvudstaden Sofia.
Trakten runt Belozem består till största delen av jordbruksmark. Runt Belozem är det ganska tätbefolkat, med 104 invånare per kvadratkilometer.